# Regressió infinita
Una regressió infinita és una sèrie de proposicions que sorgeix si la veritat de la proposició P1 requereix el suport de la proposició P₂, la veritat de la proposició  P₂ requereix el suport de la proposició  P₃..., i la veritat de la proposició Pn-1 requereix el suport de la proposició Pn amb n tendint a l'infinit.
Es distingeix entre regressions infinites que són «vicioses» i les que no ho són. Una regressió és viciosa si "en un intent de resoldre un problema, s'inclou el mateix problema en la sèrie; si es continua en aquest camí, el problema inicial es torna infinitament recurrent i no pot ser resolt".

## Resposta d'Aristòtil
Aristòtil sostenia que el coneixement no implica necessàriament una regressió infinita, perquè una mica de coneixement no depèn de la demostració:
| «                                                                  | Alguns sostenen que, a causa de la necessitat de conèixer les premisses primàries, no hi ha coneixement científic. D'altres pensen que n'hi ha, però que totes les veritats són demostrables. Ni la doctrina és vertadera o una deducció necessària de les premisses. La primera escola, en el cas que no hi hagi forma de saber que no sigui per la demostració, sostenen que una regressió infinita està involucrada, en la mesura en què, si es troba darrere de la prèvia sense primària, no podíem saber la part posterior mitjançant l'anterior (i en això tenen raó, ja que no es pot travessar una sèrie infinita): si per contra -diuen- la sèrie acaba i hi ha premisses primàries, però, aquestes són incognoscibles, perquè són incapaces de demostració, segons ells és l'única forma de coneixement. I ja que així no se'n poden conèixer les premisses principals, el coneixement de les conclusions que se'n deriven no és pur coneixement científic, ni coneixement adequat en absolut, sinó que es basa en la mera suposició que les premisses són veritables. L'altra part d'acord amb ells pel que fa a coneixement, sosté que només és possible mitjançant la demostració, però no veuen cap dificultat a sostenir que totes les veritats es demostren, en raó que la demostració pot ser circular i recíproca. La nostra pròpia doctrina és que no tot el coneixement és demostratiu: per contra, el coneixement de les premisses immediates és independent de la manifestació. (La necessitat d'això és obvi, ja que hem de conèixer les premisses abans que s'hagi redactat la manifestació, i atès que el retorn ha d'acabar en veritats immediates, aquestes veritats han de ser indemostrables.) Aquesta és, doncs, la nostra doctrina, i a més sostenim que, a banda dels coneixements científics no és la seva font original el que ens permet reconèixer les definicions. | » |
| — Aristòtil , Segons Analítics (Llibre 1, part 3, versicles 1 i 2) | |   |

## Matemàtiques i informàtica
En matemàtiques i informàtica, el problema de la "regressió infinita" consisteix en una funció recursiva, és a dir, una funció que es refereix a si mateixa (recursivitat), sense un estat que indica on s'ha d'aturar la computació.
Per exemple, la successió de Fibonacci:
{\displaystyle f(0)=0;f(1)=1}
{\displaystyle f(n)=f(n-1)+f(n-2)}
és a dir, els dos primers termes de la seqüència s'anomenen llavor, i el valor n-èsim és el resultat de la suma dels dos resultats anteriors.
Un exemple d'una seqüència regressiva infinita: 
{\displaystyle f(n)=f(n)}.
La funció {\displaystyle f} es defineix a si mateixa constantment, sense tenir condicions inicials, com ara la seqüència de Fibonacci.
Per a detectar i evitar la regressió infinita en els programa informàtics, s'utilitza una semàntica de verificació per recursivitat. Les proves que no hi ha un bucle infinit es fa mitjançant una invariant de cicle (vegeu també invariants). Aquesta prova no sempre és possible per a un procediment en particular (vegeu problema de la parada).

## Consciència
Regressió infinita en consciència és la formació d'una sèrie infinita d'"observadors interns", com quan ens fem la pregunta de qui és l'observació de la sortida dels correlats neurals de la consciència en l'estudi de la consciència subjectiva.

## Òptica
Regressió infinita en òptica és la formació d'una sèrie infinita d'imatges creades en retrocés en dues paral·leles enfront de miralls. És el que es coneix com a efecte Droste.